# Трутень Нестор Іванович
Трутень Нестор Іванович (14 березня 1903, с. Біла Церківка, Полтавська губернія – 23 травня 1980) — вчений, педагог, в.о. директора Харківського медичного інституту (1944-1945).

## Біографія
Н.І. Трутень народився 14 березня 1903 р. у селі Біла Церківка Полтавської губернії у селянській родині.
У 1923 р. поступив на робітфак при Харківському медичному інституті (ХМІ).
У 1926 р. вступив до ХМІ.
1926-1928 рр. - секретар комсомольської організації інституту.
Після закінчення навчання (1931 р.) - аспірант на кафедрі факультетської хірургії. 
Служив у шпиталі Далекосхідної РСЧА (1931-1937 рр.). В армії: був членом партбюро, агітатором, тимчасово виконував обов’язки військкома шпиталю.
Наприкінці 1937 р. Н. І. Трутень - ординатор, а потім аспірант у факультетській хірургічній клініці . 
Захистив кандидатську дисертацію в 1940 р. на тему: «О переливании смешанной крови».
У червні 1940 р. отримав ступінь кандидата медичних наук.
У травні 1941 р. - секретар партійного бюро 1-го ХМІ. Брав активну участь в підготовці і проведенні евакуації медичного інституту. З травня 1944 по грудень 1949 - виконуючий обов’язки директора об’єднаного медичного інституту. 
У роки війни багато працював у шпиталі, займався науковою роботою і вивченням питань, пов’язаних з пораненнями і травмами черепа та периферичної нервової системи. 
У 1943 р. у Чкалові опубліковано його роботу: «Первая помощь при ожогах и отморожениях».
1943 р. доцент по кафедри «Хірургія».
У 1943 р. разом з А.М. Гаспаряном їдуть до Москви, щоб у Міністерстві охорони здоров’я обговорити і вирішити всі проблеми об’єднання двох харківських медичних інститутів в один. 
У січні 1944 р., виконуючий обов’язки директора об’єднаного Харківського медінституту Н.І. Трутень разом з професорами призначеними деканами і завідуючими кафедрами займається підготовкою повернення в Харків обох медінститутів .
У грудні 1945 р. Нестор Іванович передав обов’язки директора демобілізованому з армії Р.І. Шарлаю.
Далі продовжував роботу на кафедрі факультетської хірургії, на якій пропрацював 30 років.
У 1957 р. на кафедрі створено два спеціалізовані відділення: з торакальної хірургії (Н.І. Трутень, О.О. Шалімов, І.Г. Мітасов).
До 1971 р. продовжував працювати та вести активну громадську діяльність. 
Помер Нестор Іванович Трутень 23 травня 1980 р. від ішемічної хвороби серця.

## Наукова робота
Працював над хірургією легенів, бронхів, плеври, написав велику кількість робіт з цих питань, виступав доповідачем на 2-й Всесоюзній конференції з грудної хірургії, на Республіканському з’їзді хірургів УРСР, у наукових товариствах, на конференціях. 
Його докторська дисертація на тему «Лечение абсцессов легкого» була захищена ним у 1955 р., але не затверджена ВАКом. 

## Напрацювання
Трутень Н. И. Лечение абсцессов легкого: автореферат диссертации на соискание ученой степени доктора медицинских наук / Н. И. Трутень ; Харьковский медицинский институт. – Харьков : [б. и.], 1955. – 23 с.
Трутень Н. И. Первая помощь при ожогах и отморожениях / Н. И. Трутень. – Чкалов : ОГИЗ, Чкаловское издательство, 1943. – 19 с. – Режим доступа: http://dir.orenlib.ru/Великая%20Отечественная%20война/Первая%20помощь%201943.pdf.